# Macquillania cuspidata
Macquillania cuspidata är en insektsart som beskrevs av Günther, K. 1972. Macquillania cuspidata ingår i släktet Macquillania och familjen torngräshoppor. Inga underarter finns listade i Catalogue of Life.